# Destello verde

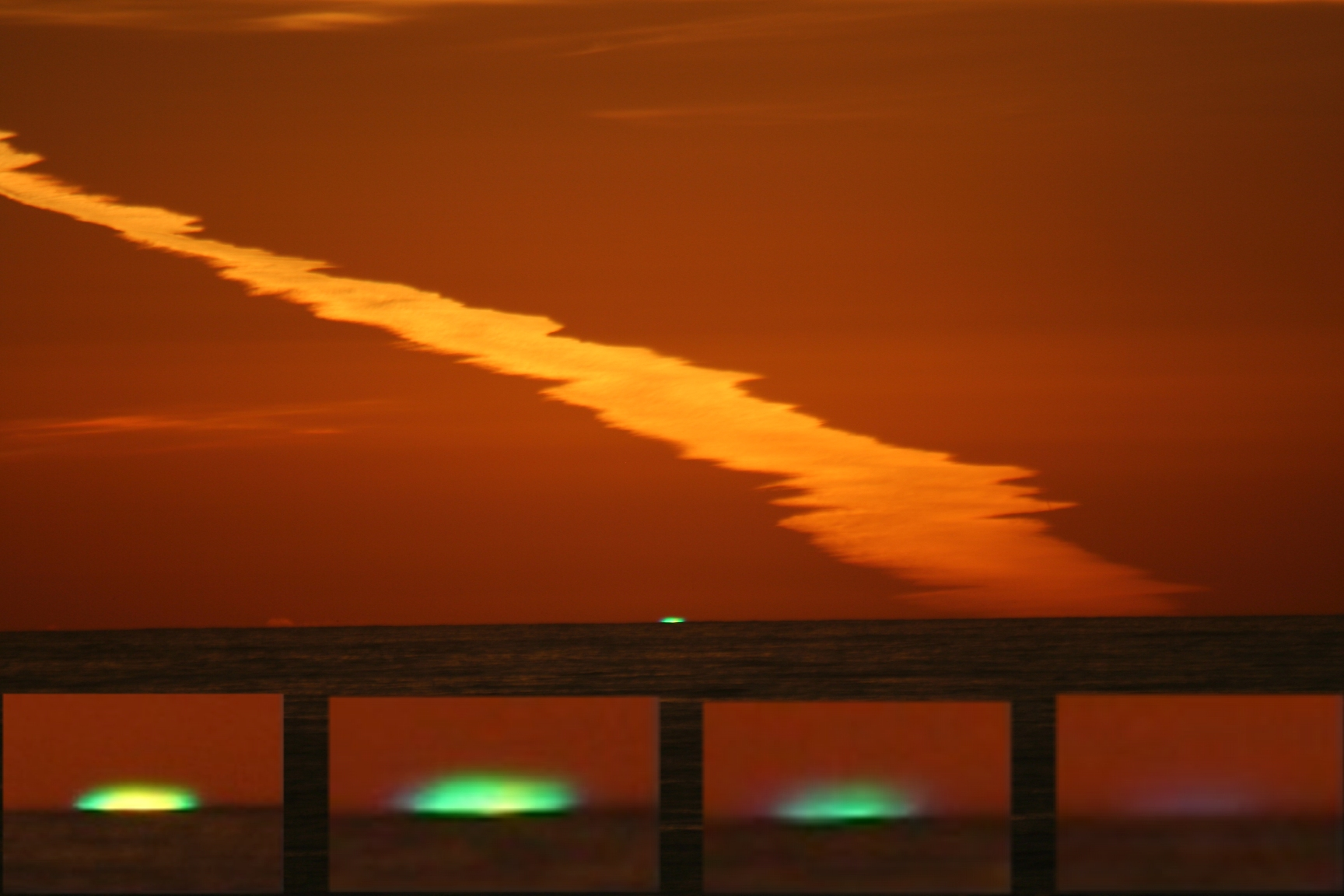
El deseo de Olivia en Cádiz.

Destello verde, o rayo verde, es un fenómeno óptico atmosférico que ocurre poco después de la puesta de sol y poco antes de la salida de la luna, en el que se puede ver un punto verde, normalmente por uno o dos segundos, sobre la posición del sol. También puede verse como un rayo verde que sale del punto donde se ha puesto el sol. Los destellos verdes son en realidad un grupo de fenómenos que surgen por diferentes causas, siendo algunos más comunes que otros. Los destellos verdes se pueden observar desde cualquier altitud (incluso desde un avión). Normalmente se ven cuando el horizonte no presenta obstáculos, como en el océano, pero aparecen asimismo sobre nubes y sobre montañas.
Igualmente se puede ver un destello verde producido por otros objetos brillantes en el horizonte, como la Luna, Venus o Júpiter.

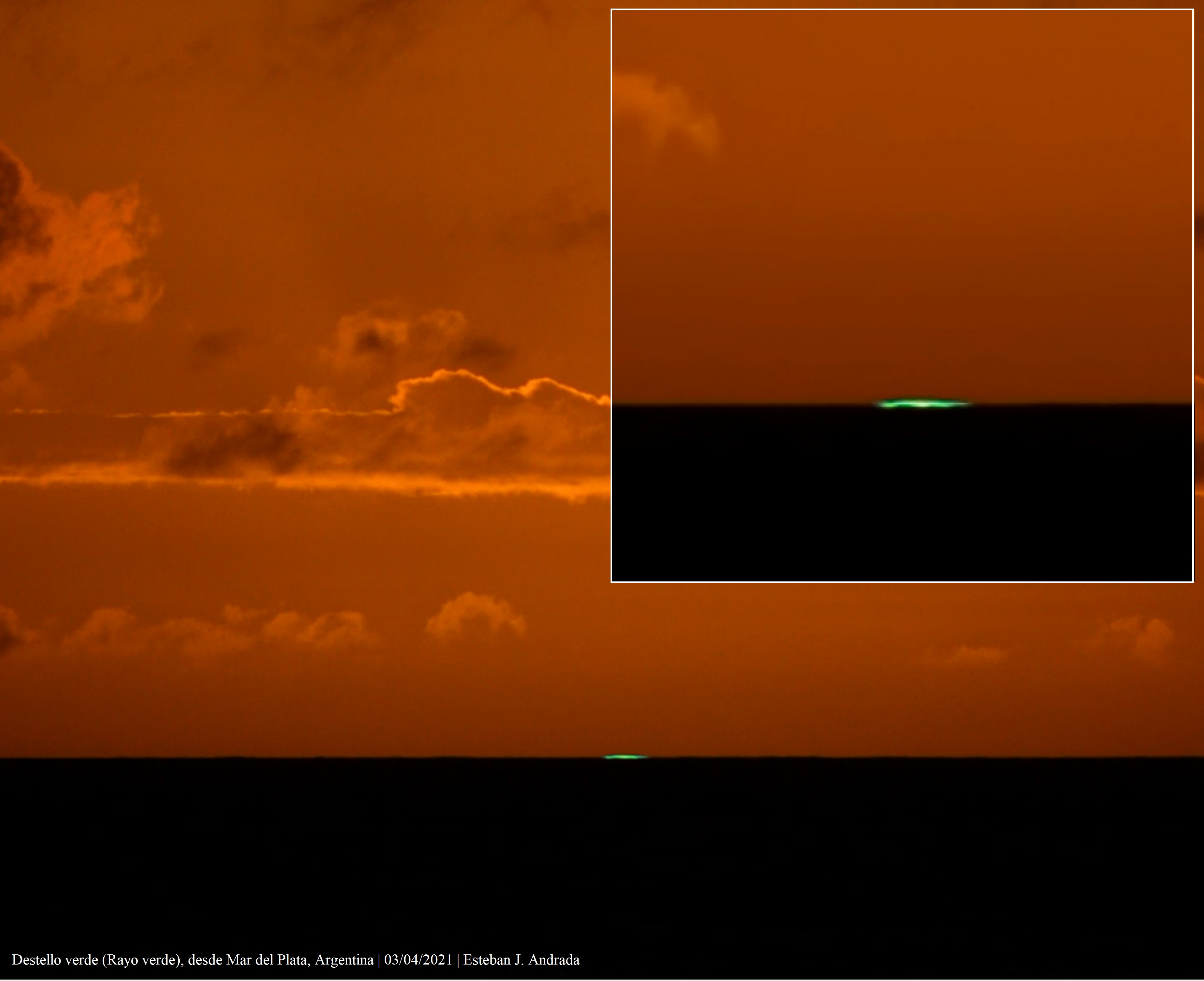
El “destello verde”, conocido también como “rayo verde”, es visible durante las salidas del Sol, y también las puestas del astro rey.

El concepto del destello o rayo verde fue popularizado por la novela El rayo verde de 1882, de Julio Verne, en la que se describe su color como
«[...] un verde que ningún artista podría jamás obtener en su paleta, un verde del cual ni los variados tintes de la vegetación ni los tonos del más limpio mar podrían nunca producir un igual ¡Si hay un verde en el Paraíso, no puede ser salvo de este tono, que muy seguramente es el verdadero verde de la Esperanza!».

## Explicación
Las causas de un destello verde se encuentran en la refracción de la luz al atravesar la atmósfera: la luz se mueve más lentamente en el aire bajo, más denso, que en el aire en capas superiores, menos denso. Debido a eso, los rayos de luz solar siguen una trayectoria ligeramente curva, en la misma dirección que la curvatura de la Tierra. La luz de alta frecuencia (verde/azul) se curva más que la luz de baja frecuencia (roja/naranja), así que los rayos verdes y azules de la parte superior del Sol en el horizonte permanecen visibles mientras que los rayos rojos están tapados por el horizonte.

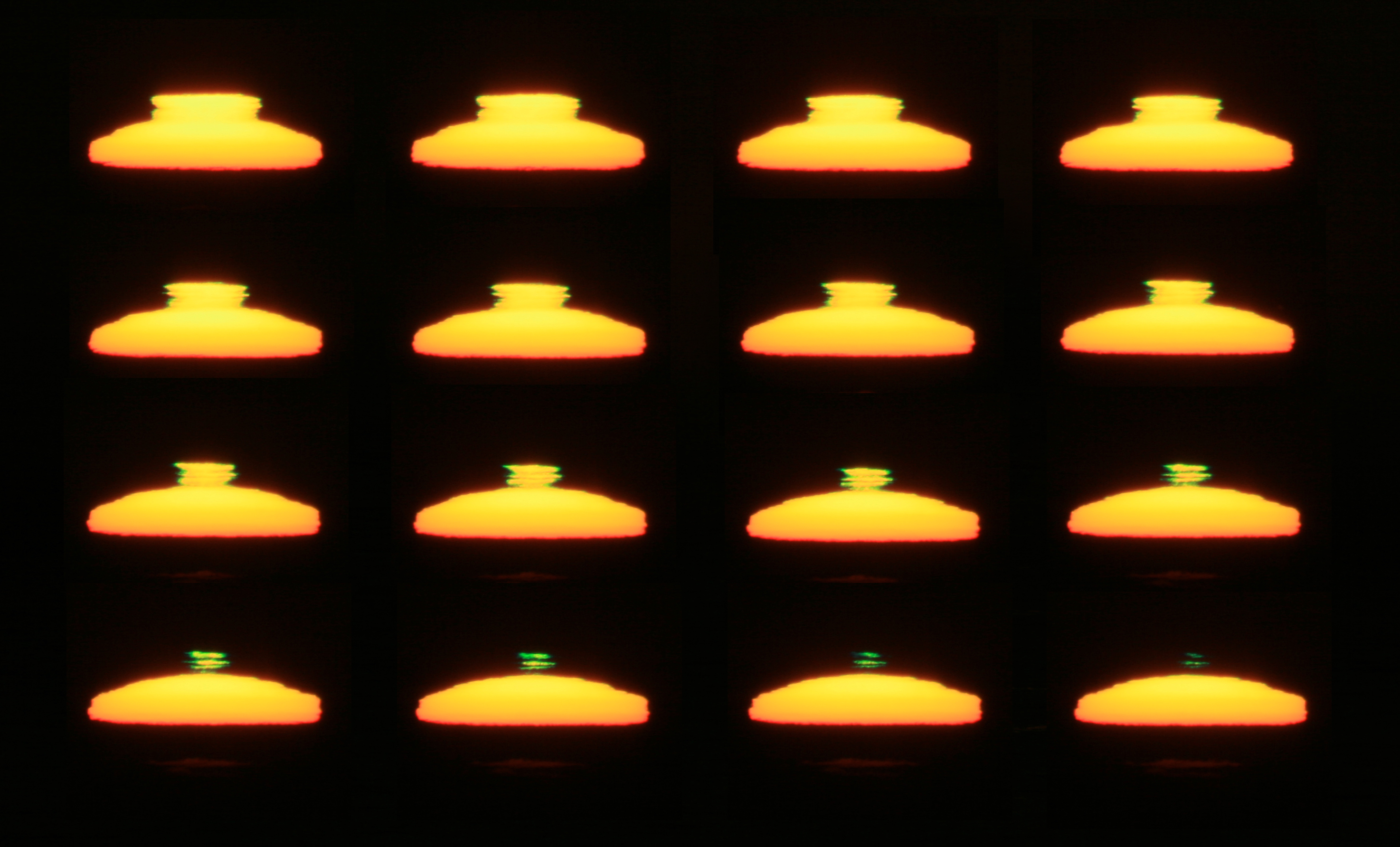
Evolución detallada de un destello verde.

Los destellos verdes se refuerzan por el efecto de espejismo, que incrementa el gradiente de densidad en la atmósfera y, por tanto, incrementa la refracción. 
El destello verde se ve con mayor probabilidad en aire limpio, que permite que más luz alcance al observador sin ser dispersada. El posible "destello azul" por la luz de dicho color no se ve porque el color azul se dispersa más en el aire y queda sólo la luz de color verde.
Con un ligero zum, se puede llegar a ver un borde verde en la parte superior del disco solar en muchas puestas de sol, si el día está claro. Sin embargo, el efecto de rayo o de destello requiere una fuerte estratificación por capas en la atmósfera y un espejismo que magnifique el color verde durante un periodo de entre unas fracciones de segundo y dos segundos.

## Tipos
El destello verde es un grupo de fenómenos, algunos de los cuales se listan en esta tabla:
| Tipo                                                     | Características | Condiciones                                                                               | Visto mejor desde |
| -------------------------------------------------------- | --- | ----------------------------------------------------------------------------------------- | --- |
| Destello de espejismo inferior ("Inferior-mirage flash") | El "último vistazo" descrito en la novela de Julio Verne El rayo verde; oval, achatado por debajo. Dura 1 o 2 segundos.                                          | La superficie está más caliente que el aire situado sobre ella                            | Cerca del nivel del mar |
| Destello de falso espejismo ("Mock-mirage flash")        | Entradas que parecen "pellizcar" una delgada tira puntiaguda del borde superior del sol. Dura 1 o 2 segundos                                                     | Capa de inversión atmosférica bajo el nivel de la vista; superficie más fría que el aire. | Cuanto más alto está el espectador, más probable; el destello es más obvio cuando el ojo está justo sobre la inversión térmica. |
| Destello sub-conducto atmosférico                        | La parte superior de un Sol aparentemente con forma de reloj de arena se vuelve verde durante varios segundos, hasta 15.                                         | El observador está bajo una fuerte inversión atmosférica.                                 | En un estrecho intervalo de alturas justo debajo de un conducto (puede ocurrir a cualquier altura).                             |
| Rayo verde                                               | Rayo verde de luz, que sale hacia arriba o se ve inmediatamente tras la puesta de sol. Normalmente tiene unos pocos grados de longitud, dura bastantes segundos. | Aire neblinoso y un brillante destello verde que actúe como fuente de luz                 | nivel del mar |

La mayoría de los destellos observados son de espejismo inferior o de espejismo falso, mientras que los otros constituyen sólo el 1% de los vistos. Un tipo no listado en la tabla es el destello sobre una nube (visto cuando el sol se hunde en una niebla costera o un cúmulo lejano), que no se explican del todo todavía.

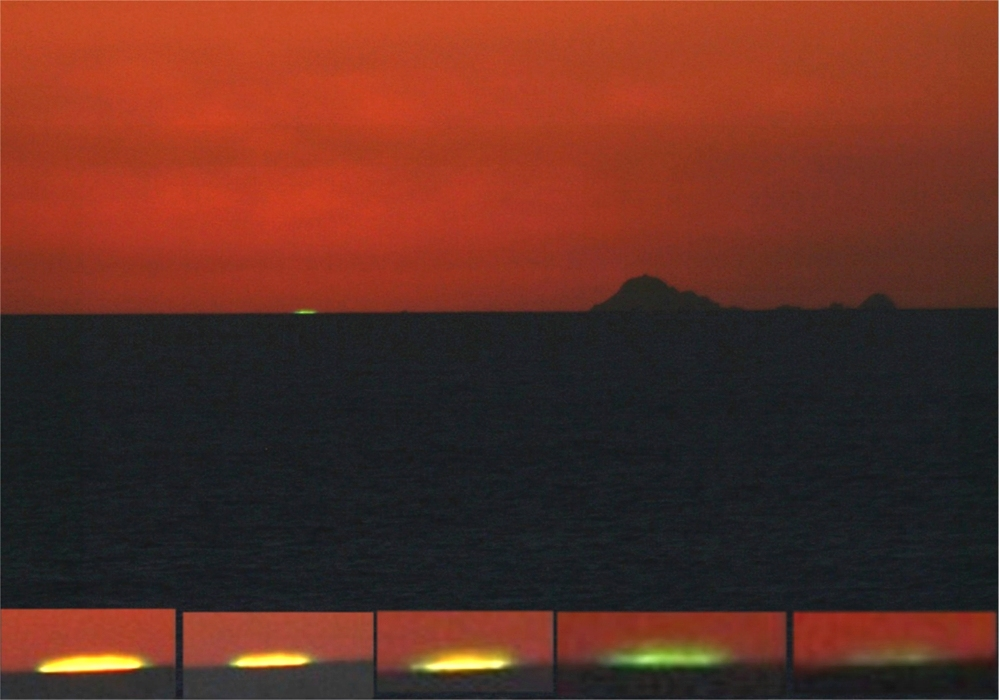
Destello verde de espejismo inferior.
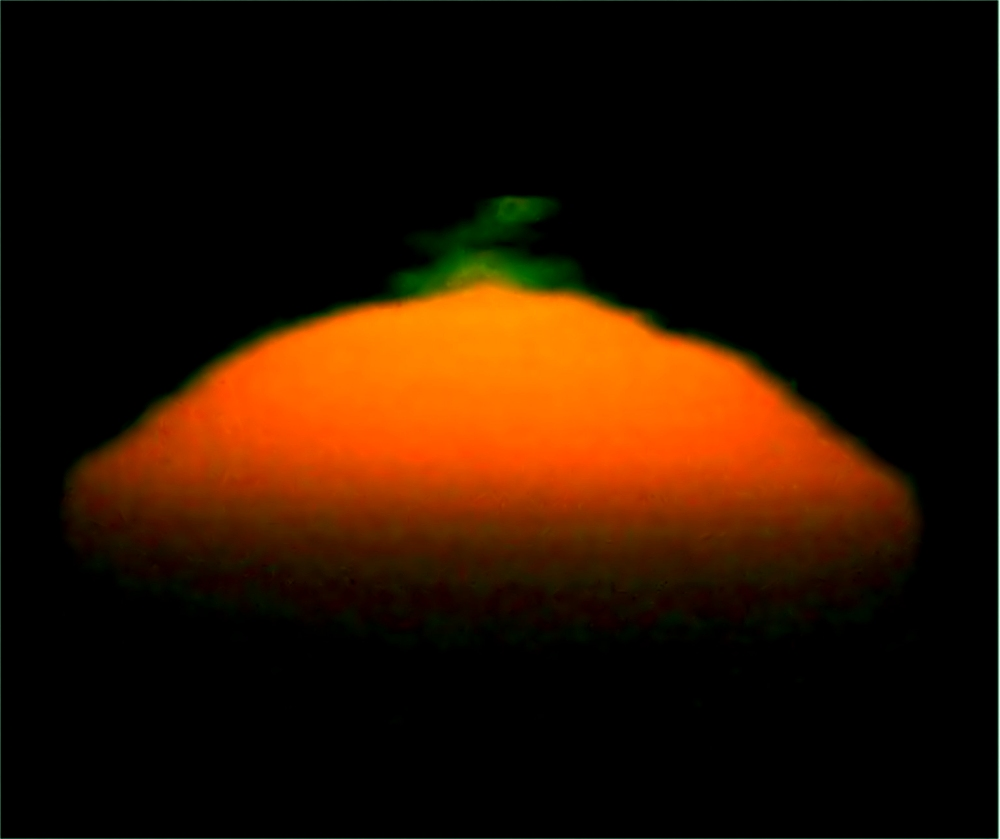
Destello verde de espejismo falso.
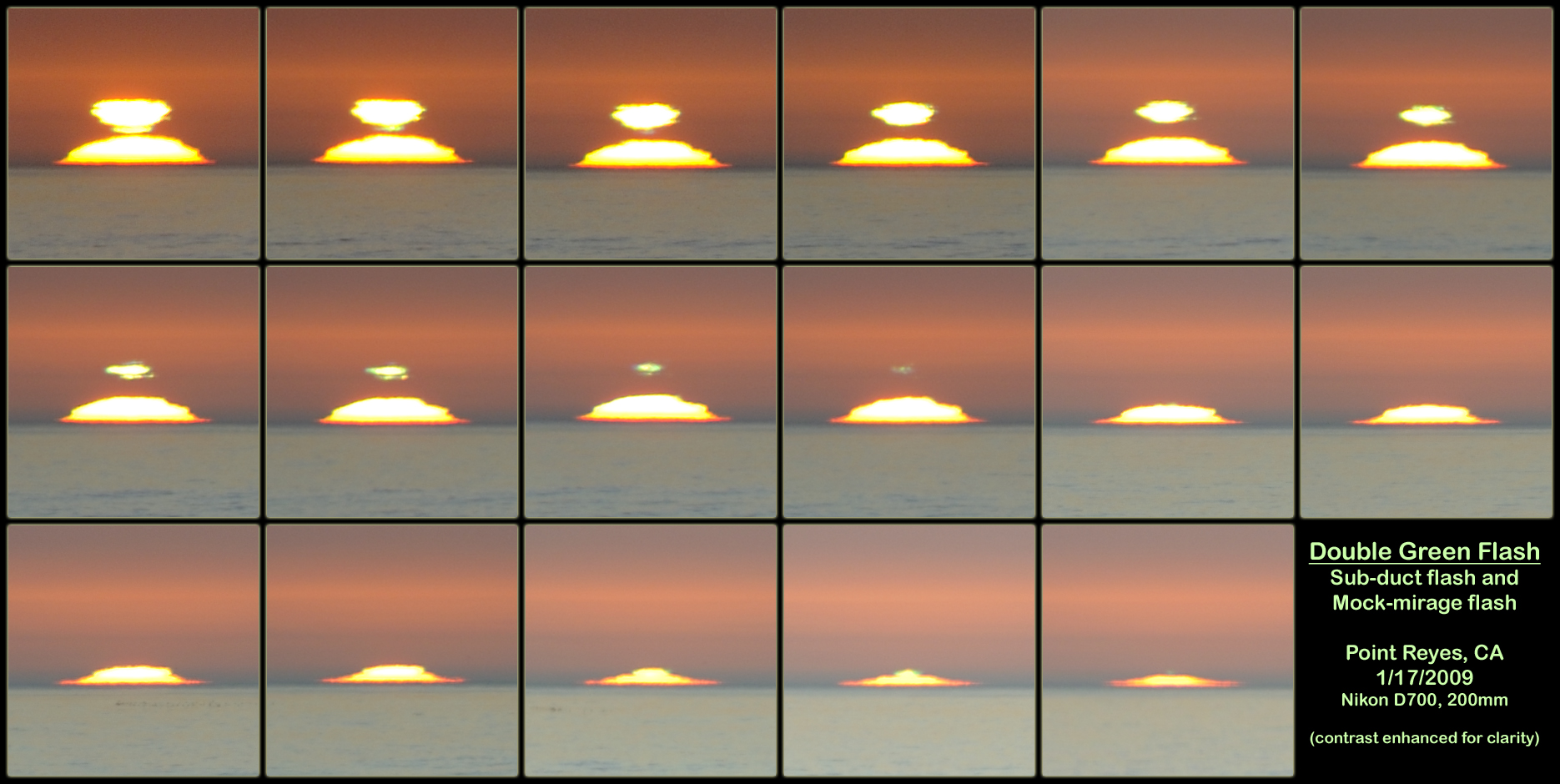
Destello verde de sub-conducto (y pequeño destello verde de espejismo falso).
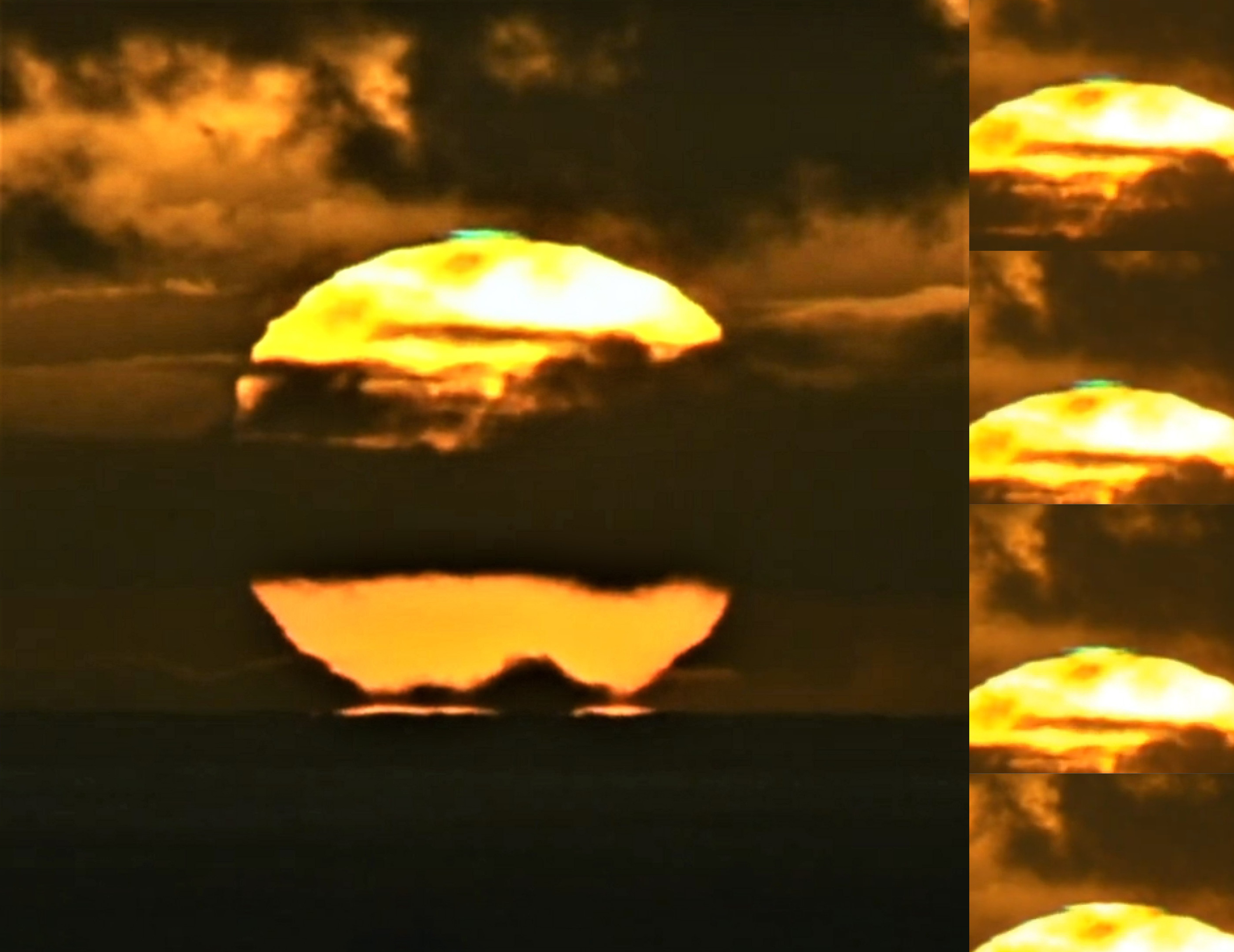
Destello verde visto en Mar del Plata, Argentina.

### Destellos azules
Muy ocasionalmente, la cantidad de luz azul es suficiente para que se vea un "destello azul". No se debe confundir este término con el uso similar de destello azul para referirse a la luz azul vista en accidentes nucleares con reacciones críticas.

### Borde verde

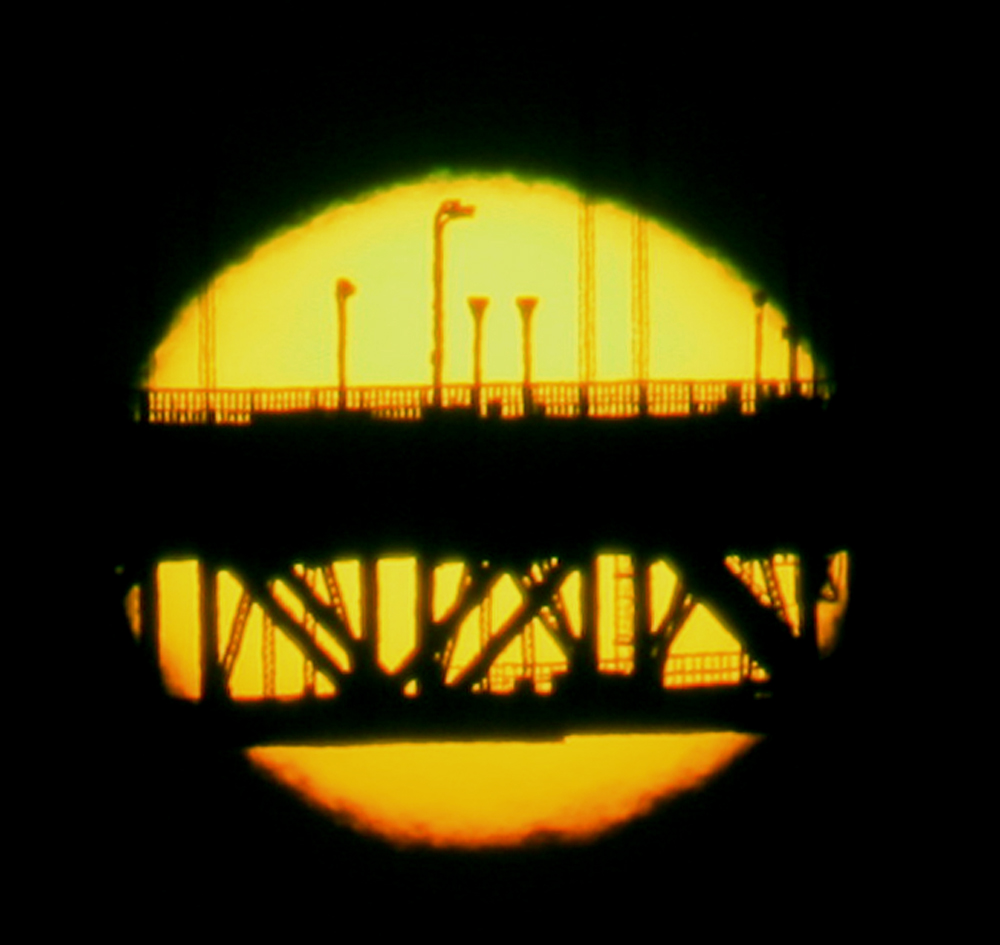
El borde superior es verde, y el inferior es rojo, en una puesta de sol tras el Puente Golden Gate (San Francisco, California).

Cuando un objeto astronómico (como el Sol, la Luna, una estrella o una galaxia) se pone o sale, la luz que emita viaja a través de la atmósfera, que funciona como un prisma separando la luz en diferentes colores. El color de la parte superior de un objeto astronómico podría variar desde verde a azul y a violeta dependiendo de la concentración de contaminantes en el aire, que se reduce al expandirse por la atmósfera. La parte inferior de un objeto astronómico aparece siempre roja.
Un borde verde es muy delgado, y difícil o imposible de ver a simple vista. En condiciones normales, el borde verde en un objeto astronómico se debilita todavía más cuando el objeto está muy bajo y cerca del horizonte, debido al enrojecimiento de la atmósfera, pero a veces las condiciones son las correctas y se ve un borde verde justo sobre el horizonte.
Lo que podría ser el borde verde (en ocasiones transformado en un destello verde) de más larga duración, fue el borde verde visto intermitentemente durante 35 minutos por miembros de la expedición de Richard Evelyn Byrd en la base de exploración Little America II, establecida en la Antártida en 1934:

"Hubo una carrera hacia la superficie, y cuando los ojos giraron hacia el sur, vieron un diminuto pero brillante punto verde donde el último rayo de la parte superior del sol aún quedaba en el horizonte. Duró una cantidad de tiempo apreciable, bastantes segundos por lo menos, y no más desapareció, volvió a lucir. En total permaneció en el horizonte con cortas interrupciones durante treinta y cinco minutos.

Cuando desapareció momentaneamente pareció haber quedado tapada por un pequeño saliente, una desigualdad en el horizonte causado por la superficie de la barrera.

Incluso moviendo la cabeza unas pocas pulgadas desaparecía y aparecía otra vez y después de que hubiera finalmente desaparecido de la vista podría ser recapturada escalando los primeros peldaños del poste de la antanea (sic)."

Para ver un borde verde de forma intermitente durante 35 minutos debía haber alguna forma de espejismo presente, además de la mayor lentitud de las puestas de sol en las zonas cercanas al polo.
El borde verde está presente en todas las puestas de sol, pero normalmente es demasiado delgado para ser visto a simple vista; al contrario que el destello verde (que requiere además de la puesta de sol un efecto de espejismo, pero es más visible). El mejor momento para observar un borde verde es unos 10 minutos antes de la puesta de sol. Es demasiado pronto para mirar directamente al Sol usando cualquier tipo de amplificación como unos binoculares o un telescopio. Por supuesto, se puede proyectar una imagen amplificada sobre una hoja de papel, para verlo de forma segura. Cuando el sol se acerca al horizonte, el borde verde se debilita por el enrojecimiento de la atmósfera.

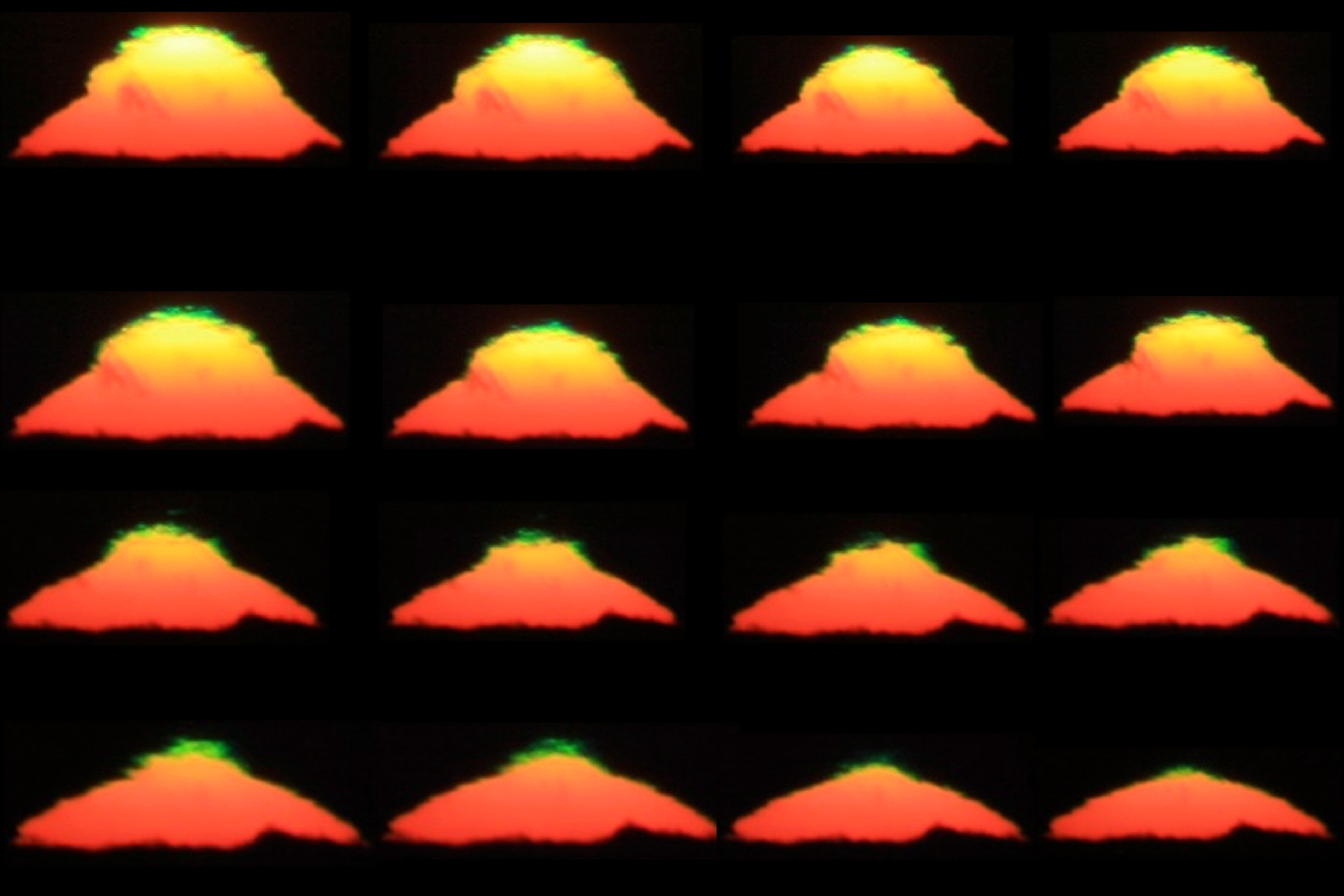
Borde verde y destellos verdes en una puesta de sol.
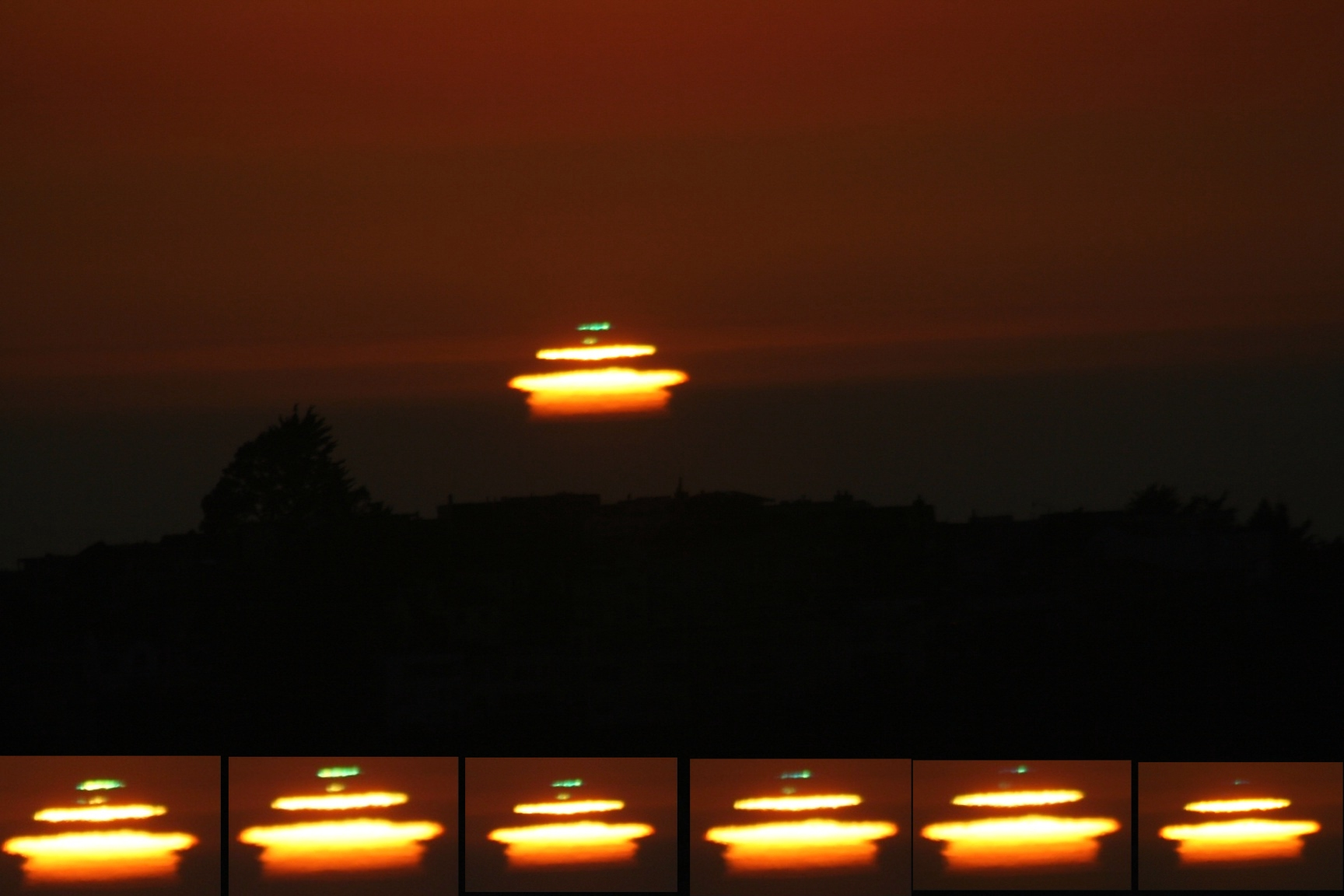
Destello verde de falso espejismo en San Francisco (California).
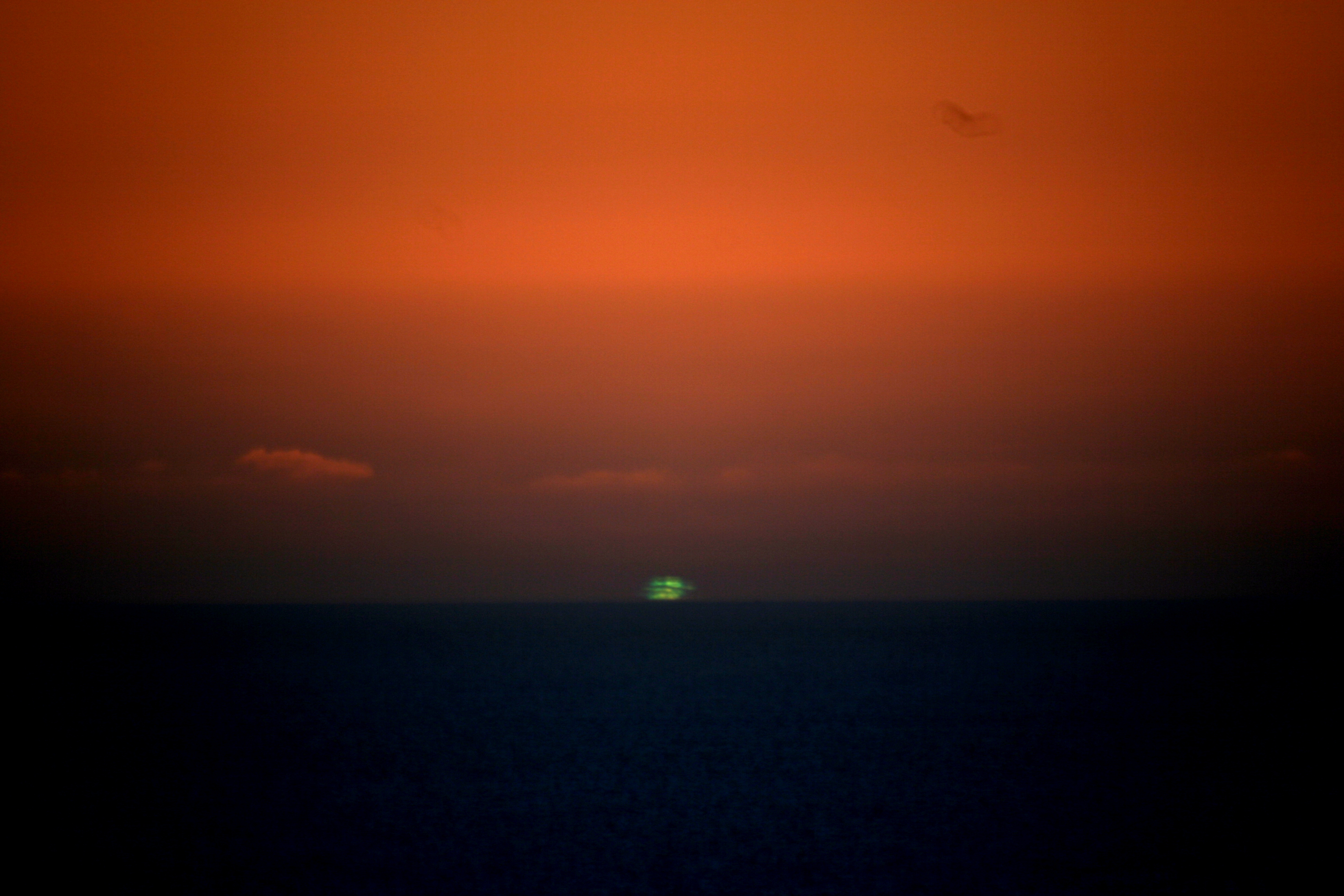
Un gran destello verde con tres "partes" en Santa Cruz (California).
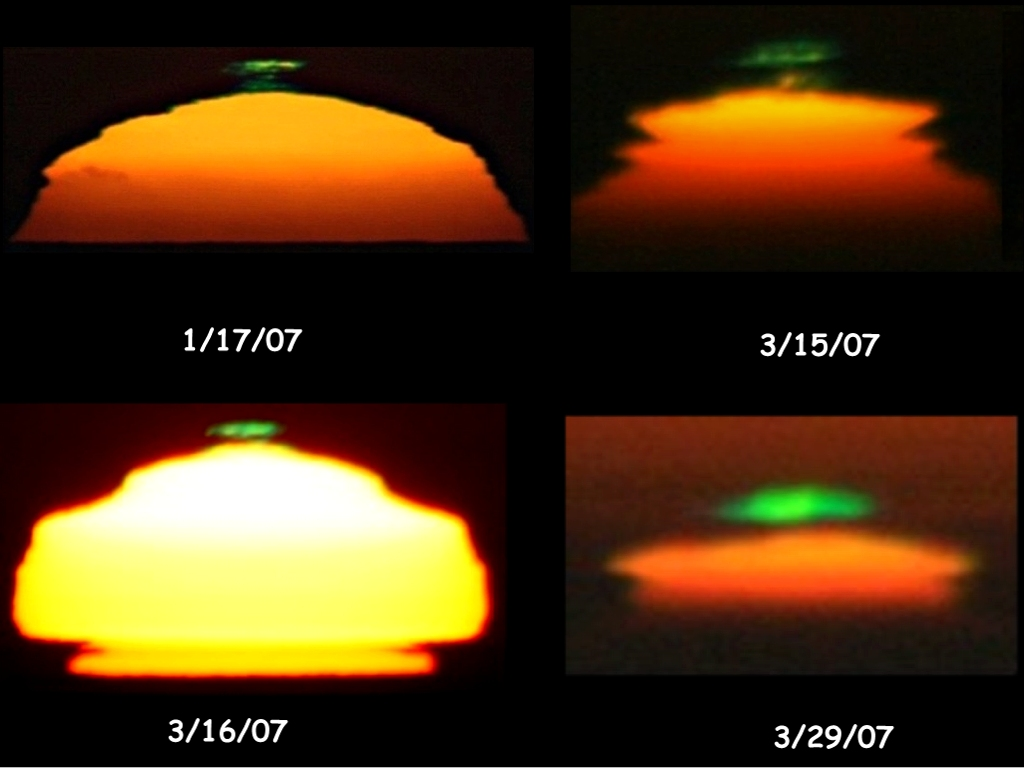
Destellos verdes observados en San Francisco (California).
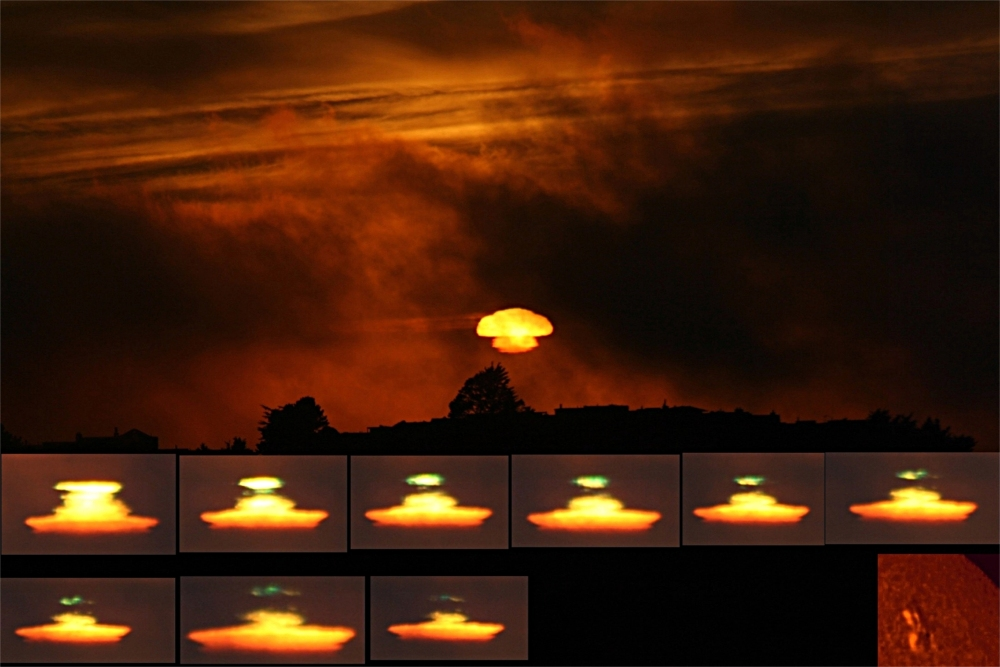
Secuencia de puesta de sol con destellos verdes.
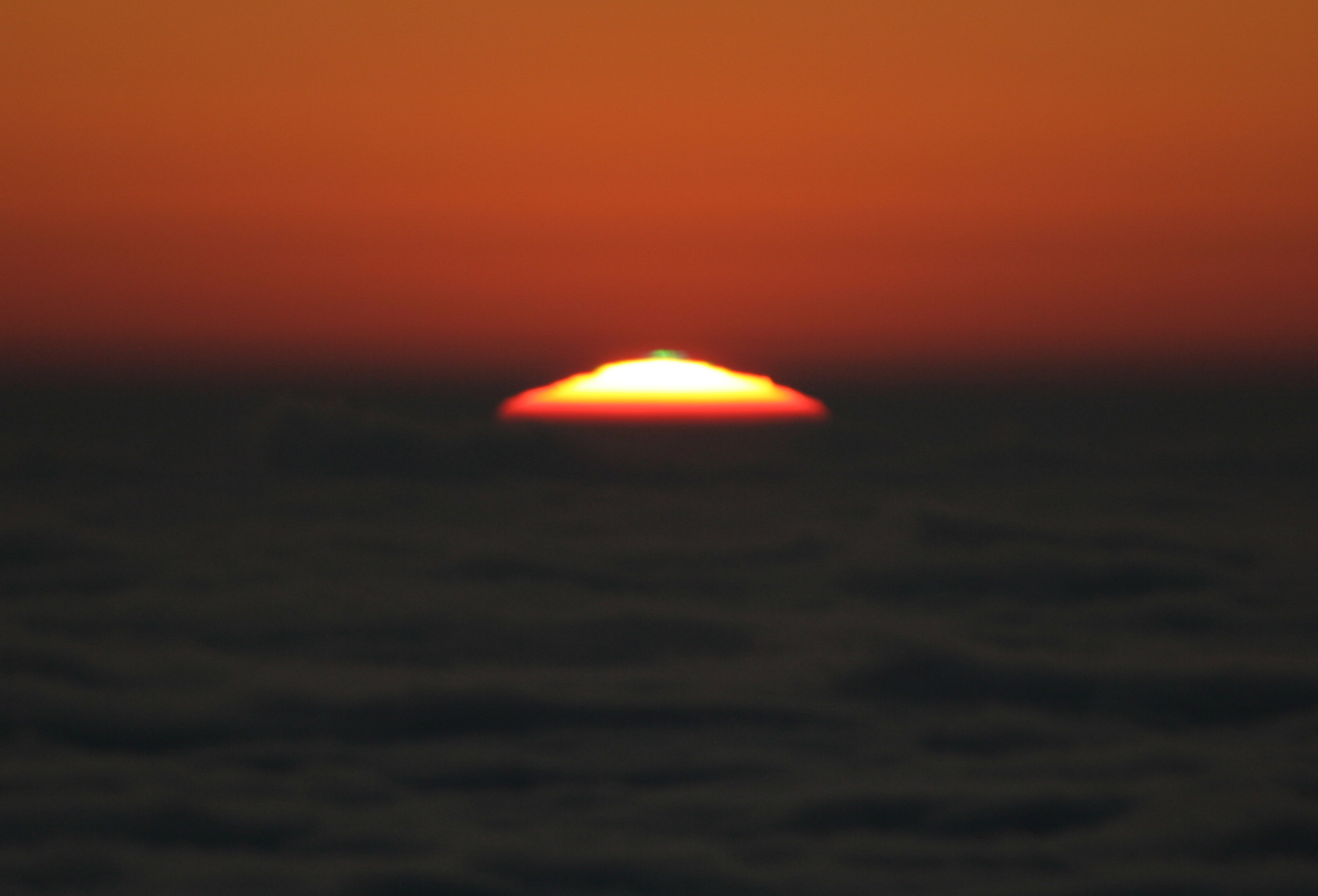
Destello verde desde una montaña en Nainital (India), con fuerte inversión térmica.